# Танака, Мититаро
Танака Мититаро (яп. 田中美知太郎, たなかみちたろう; 1902—1985) — японский учёный, исследователь философии.
Родился в префектуре Ниигата.
Профессор Киотского университета. Занимался изучением античной философии. Особых успехов достиг в исследовании платонизма. Награжден Орденом культуры.
Автор трудов «Логос и идея», «Платон» и других.